# Ожаровский, Каетан
Граф Каетан Ожаровский (1767—1811) — военный деятель Речи Посполитой, генерал-майор польской армии (1794).

## Биография
Представитель польского шляхетского рода Ожаровских герба «Равич». Старший сын гетмана великого коронного Петра Ожаровского (ок. 1725—1794) от первого брака с Эльжбетой Пац. Сводный брат русского генерала Адама Ожаровского.
Вначале был адъютантом гетмана польного литовского Александра Михаила Сапеги, затем служил во французской кавалерии, откуда уволился с чином поручика.
1 сентября 1789 года Каетан Ожаровский вступил на службу в польскую армию и стал служить 1-й бригаде Малопольской Национальной кавалерии.
Участвовал в русско-польской войне 1792 года в чине майора. 18 октября 1793 года при содействии своего отца был произведён в бригадиры, став командиров 1-й бригады.
В 1793 году стал кавалером Ордена Святого Станислава.
29 мая 1794 года Каетан Ожаровский получил от Тадеуша Костюшко чин генерал-майора.

## Семья и дети
В 1793 году женился на Сесилии Брёль-Плятер (1772—1858), дочери графа Юзефа Винцента Брёль-Плятера и Катарины Сосновской. Супруги имели девять детей:
- Констант (ок. 1795 — 1893)
- Виктор (1799—1870)
- Юлия, муж — Каетан Витославский
- Сесилия
- Мориц (1800—1865)
- Людвик (ок. 1800 — 1876)
- Жозефина (1808—1896), муж — граф Густав Олизар (1798—1865)
- Мария (ок. 1810 — после 1847)